# Rajd Niemiec 2004
Rezultaty Rajdu Niemiec (23. OMV ADAC Rallye Deutschland), eliminacji Rajdowych Mistrzostw Świata w 2004 roku, który odbył się w dniach 20 – 22 sierpnia. Była to dziesiąta runda czempionatu w tamtym roku i druga asfaltowa oraz piąta w Production Cars WRC. Bazą rajdu było miasto Bostalsee. Zwycięzcami rajdu została francusko-monakijska załoga Sébastien Loeb i Daniel Élena w Citroënie Xsarze WRC. Wyprzedzili oni Belgów François Duvala i Stéphane'a Prévota w Fordzie Focusie WRC oraz Hiszpanów Carlosa Sainza i Marca Martíego w Citroënie Xsarze WRC. Z kolei zwycięzcami Production Cars WRC zostali Hiszpanie Xavier Pons i Oriol Julià w Mitsubishi Lancerze Evo 8.
Rajdu nie ukończyło pięciu kierowców fabrycznych. Mistrz świata Norweg Petter Solberg w Subaru Imprezie WRC nie ukończył rajdu na 12. odcinku specjalnym z powodu wypadku. Fin Marcus Grönholm w Peugeocie 307 WRC zakończył jazdę w rajdzie na 1. odcinku specjalnym, także z powodu wypadku (pojechał w 3. dniu rajdu, ale nie został sklasyfikowany). Rajdu nie ukończyło również dwóch kierowców Mitsubishi Lancera WRC. Francuz Gilles Panizzi miał wypadek na 9. oesie, a Hiszpan Daniel Solà – na 2. oesie. Z kolei kierowca Škody Fabii WRC Czech Roman Kresta odpadł z rajdu na 9. odcinku specjalnym z powodu wypadku.

## Klasyfikacja ostateczna (punktujący zawodnicy)
| Miejsce  | Zawodnik          | Pilot           | Samochód                | Czas      | Strata   | Grupa | Punkty |
| WRC      | WRC               | WRC             | WRC                     | WRC       | WRC      | WRC   | WRC    |
| -------- | ----------------- | --------------- | ----------------------- | --------- | -------- | ----- | ------ |
| 1.       | Sébastien Loeb    | Daniel Élena    | Citroën Xsara WRC       | 4:01:57.4 |          | A8 M  | 10     |
| 2.       | François Duval    | Stéphane Prévot | Ford Focus WRC          | 4:02:26.5 | +29.1    | A8 M  | 8      |
| 3.       | Carlos Sainz      | Marc Martí      | Citroën Xsara WRC       | 4:03:06.9 | +1:09.5  | A8 M  | 6      |
| 4.       | Markko Märtin     | Michael Park    | Ford Focus WRC          | 4:04:37.8 | +2:40.4  | A8 M  | 5      |
| 5.       | Cédric Robert     | Gérald Bedon    | Peugeot 307 WRC         | 4:05:27.5 | +3:30.1  | A8 M  | 4      |
| 6.       | Freddy Loix       | Sven Smeets     | Peugeot 307 WRC         | 4:06:03.4 | +4:06.0  | A8    | 3      |
| 7.       | Toni Gardemeister | Paavo Lukander  | Škoda Fabia WRC         | 4:07:41.6 | +5:44.2  | A8    | 2      |
| 8.       | Mikko Hirvonen    | Jarmo Lehtinen  | Subaru Impreza WRC      | 4:08:38.5 | +6:41.1  | A8 M  | 1      |
| PCWRC    |                   |                 |                         |           |          |       |        |
| 1. (15.) | Xavier Pons       | Oriol Julià     | Mitsubishi Lancer Evo 8 | 4:24:11.4 |          | N4    | 10     |
| 2. (16.) | Niall McShea      | Michael Orr     | Subaru Impreza WRX STi  | 4:24:41.8 | +30.4    | N4    | 8      |
| 3. (17.) | Alister McRae     | David Senior    | Subaru Impreza WRX STi  | 4:25:57.0 | +1:45.6  | N4    | 6      |
| 4. (18.) | Toshihiro Arai    | Tony Sircombe   | Subaru Impreza WRX STi  | 4:26:03.4 | +1:52.0  | N4    | 5      |
| 5. (20.) | Jani Paasonen     | Jani Vainikka   | Mitsubishi Lancer Evo 7 | 4:28:29.3 | +4:17.9  | N4    | 4      |
| 6. (25.) | Sebastian Vollak  | Michael Kölbach | Mitsubishi Lancer Evo 7 | 4:34:22.3 | +10:10.9 | N4    | 3      |
| 7. (29.) | Georgi Geradżijew | Nikola Popow    | Mitsubishi Lancer Evo 7 | 4:45:47.9 | +21:36.5 | N4    | 2      |
| 8. (31.) | Ricardo Triviño   | Jordi Barrabès  | Mitsubishi Lancer Evo 7 | 4:50:28.5 | +26:17.1 | N4    | 1      |

1. ↑  Litera M przy oznaczeniu grupy do której należy samochód oznacza, iż tylko ci kierowcy zdobywali punkty dla swoich zespołów liczonych w klasyfikacji producentów na koniec sezonu.

## Zwycięzcy odcinków specjalnych
| Dzień      | Odcinek | G. rozp. | Nazwa                 | Długość | Zwycięzca                                 | Czas    | Lider rajdu    |
| ---------- | ------- | -------- | --------------------- | ------- | ----------------------------------------- | ------- | -------------- |
| 1 (20 SIE) | SS1     | 09:53    | Ruwertal 1            | 17.84km | Carlos Sainz                              | 10:51.7 | Carlos Sainz   |
| 1 (20 SIE) | SS2     | 10:33    | Dhrontal 1            | 21.04km | François Duval                            | 11:57.7 | Sébastien Loeb |
| 1 (20 SIE) | SS3     | 11:16    | Moselwein 1           | 18.18km | François Duval                            | 10:42.3 | Sébastien Loeb |
| 1 (20 SIE) | SS4     | 12:29    | Peterberg 1           | 10.45km | Sébastien Loeb                            | 5:58.6  | Sébastien Loeb |
| 1 (20 SIE) | SS5     | 14:50    | Ruwertal 2            | 17.84km | Sébastien Loeb                            | 10:15.1 | Sébastien Loeb |
| 1 (20 SIE) | SS6     | 15:30    | Dhrontal 2            | 21.04km | Sébastien Loeb                            | 11:37.8 | Sébastien Loeb |
| 1 (20 SIE) | SS7     | 16:13    | Moselwein 2           | 18.18km | Sébastien Loeb                            | 10:41.3 | Sébastien Loeb |
| 1 (20 SIE) | SS8     | 17:26    | Peterberg 2           | 10.45km | Sébastien Loeb                            | 5:55.4  | Sébastien Loeb |
| 2 (21 SIE) | SS9     | 09:33    | Bosenberg 1           | 17.11km | 6 kierowców ten sam czas                  | 9:39.4  | Sébastien Loeb |
| 2 (21 SIE) | SS10    | 10:33    | Erzweiler 1           | 20.00km | François Duval                            | 12:13.4 | Sébastien Loeb |
| 2 (21 SIE) | SS11    | 11:08    | Panzerplatte Sprint 1 | 8.30km  | Markko Märtin                             | 4:46.6  | Sébastien Loeb |
| 2 (21 SIE) | SS12    | 11:46    | Panzerplatte Lang 1   | 40.30km | Sébastien Loeb Markko Märtin Carlos Sainz | 23:59.6 | Sébastien Loeb |
| 2 (21 SIE) | SS13    | 14:32    | Bosenberg 2           | 17.11km | Armin Schwarz                             | 9:36.6  | Sébastien Loeb |
| 2 (21 SIE) | SS14    | 15:32    | Erzweiler 2           | 20.00km | Sébastien Loeb                            | 12:15.3 | Sébastien Loeb |
| 2 (21 SIE) | SS15    | 16:07    | Panzerplatte Sprint 2 | 8.30km  | Freddy Loix                               | 4:45.6  | Sébastien Loeb |
| 2 (21 SIE) | SS16    | 16:45    | Panzerplatte Lang 2   | 40.30km | Sébastien Loeb                            | 24:22.8 | Sébastien Loeb |
| 2 (21 SIE) | SS17    | 19:36    | St Wendel 1           | 6.24km  | Cédric Robert                             | 3:29.2  | Sébastien Loeb |
| 3 (22 SIE) | SS18    | 07:20    | St Wendeler Land 1    | 14.80km | Freddy Loix                               | 7:46.3  | Sébastien Loeb |
| 3 (22 SIE) | SS19    | 07:49    | Teufelskopf 1         | 17.53km | François Duval                            | 11:08.0 | Sébastien Loeb |
| 3 (22 SIE) | SS20    | 08:30    | Birkenfelder Land 1   | 13.74km | Cédric Robert                             | 8:04.8  | Sébastien Loeb |
| 3 (22 SIE) | SS21    | 09:54    | St Wendeler Land 2    | 14.80km | François Duval                            | 7:39.9  | Sébastien Loeb |
| 3 (22 SIE) | SS22    | 10:23    | Teufelskopf 2         | 17.53km | François Duval                            | 10:56.8 | Sébastien Loeb |
| 3 (22 SIE) | SS23    | 11:04    | Birkenfelder Land 2   | 14.80km | Marcus Grönholm                           | 8:00.2  | Sébastien Loeb |
| 3 (22 SIE) | SS24    | 12:02    | St Wendel 2           | 6.24km  | Marcus Grönholm                           | 3:22.4  | Sébastien Loeb |

## Klasyfikacja po 10 rundach
Tabele przedstawiają tylko pięć pierwszych miejsc.

### Kierowcy
| Lp. | Kierowca        | Pkt |
| --- | --------------- | --- |
| 1   | Sébastien Loeb  | 76  |
| 2   | Markko Märtin   | 47  |
| 3   | Carlos Sainz    | 46  |
| 4   | Petter Solberg  | 44  |
| 5   | Marcus Grönholm | 42  |

### Producenci
| Lp. | Producent                   | Pkt |
| --- | --------------------------- | --- |
| 1   | Citroën Total               | 125 |
| 2   | Ford Motor Co Ltd.          | 96  |
| 3   | 555 Subaru World Rally Team | 67  |
| 4   | Malboro Peugeot Total       | 65  |
| 5   | Mitsubishi Motors           | 17  |